# Extrem ultraviolette Strahlung

Warnzeichen für ionisierende Strahlung

Extrem ultraviolette Strahlung (EUV, EUV-Strahlung, engl. extreme ultra violet, XUV) bezeichnet den Spektralbereich elektromagnetischer Strahlung zwischen 10 nm und 121 nm. Dies entspricht Photonen-Energien zwischen etwa 10,25 eV und 124 eV. Damit bezeichnet EUV einen Wellenlängenbereich an der Grenze zur Röntgenstrahlung, der sich mit der Vakuum-Ultraviolettstrahlung (VUV, nach ISO21348 10–200 nm, nach DIN 5031 100–200 nm) überschneidet.

## Gebräuchliche Grenzen
Neben den oben genannten Wellenlängengrenzen gibt es noch weitere:
1. die untere Grenzwellenlänge beträgt 30 nm
2. die obere Grenzwellenlänge entspricht
  - der Ersten Ionisationsenergie von Sauerstoff (ca. 100 nm)
  - der Transmissionsgrenze von Magnesiumfluorid (ca. 120 nm)
  - der Wellenlänge des Lyman-α-Übergangs bei 121,6 nm

Die Abkürzung XUV wird ebenfalls mit der englischen Bezeichnung extreme ultra violet in Zusammenhang gebracht. Laut ISO 21348 bezeichnet XUV (0,1–10 nm) jedoch den Spektralbereich ultravioletter Strahlung, der sich mit weicher Röntgenstrahlung überschneidet.

## Anwendung
Die EUV-Lithografie ersetzt in der Halbleitertechnik derzeit die bisherige klassische Fotolithografie und ermöglicht die wirtschaftlichere Produktion aktueller mikroelektronischer Schaltungen sowie die Entwicklung von Schaltkreisen mit höheren Bauelementdichten. International haben sich die beteiligten F&E-Abteilungen bzw. -Institute auf eine Zentralwellenlänge von 13,5 nm geeinigt. Für die Lithographie kann üblicherweise nur eine Bandbreite von ca. 2 % genutzt werden. Seit 2018 wird die EUV-Lithographie kommerziell in der Halbleiterindustrie angewendet. An den Forschungsarbeiten hierzu ist auch eine Gruppe des NIST in den USA beteiligt.
EUV-Strahlung bietet aufgrund der kurzen Wellenlänge und der starken Wechselwirkung mit Materie das Potential der Analyse und Strukturerzeugung mit Nanometer-Auflösung und typisch mehreren hundert Nanometern Eindringtiefe.